# ジョーダン・ウィームス
ジョーダン・ブレイク・ウィームス（Jordan Blake Weems, 1992年11月7日 - ）は、アメリカ合衆国ジョージア州コロンバス出身のプロ野球選手（投手）。右投左打。MLB・ヒューストン・アストロズ所属。

## 経歴

### プロ入りとレッドソックス傘下時代

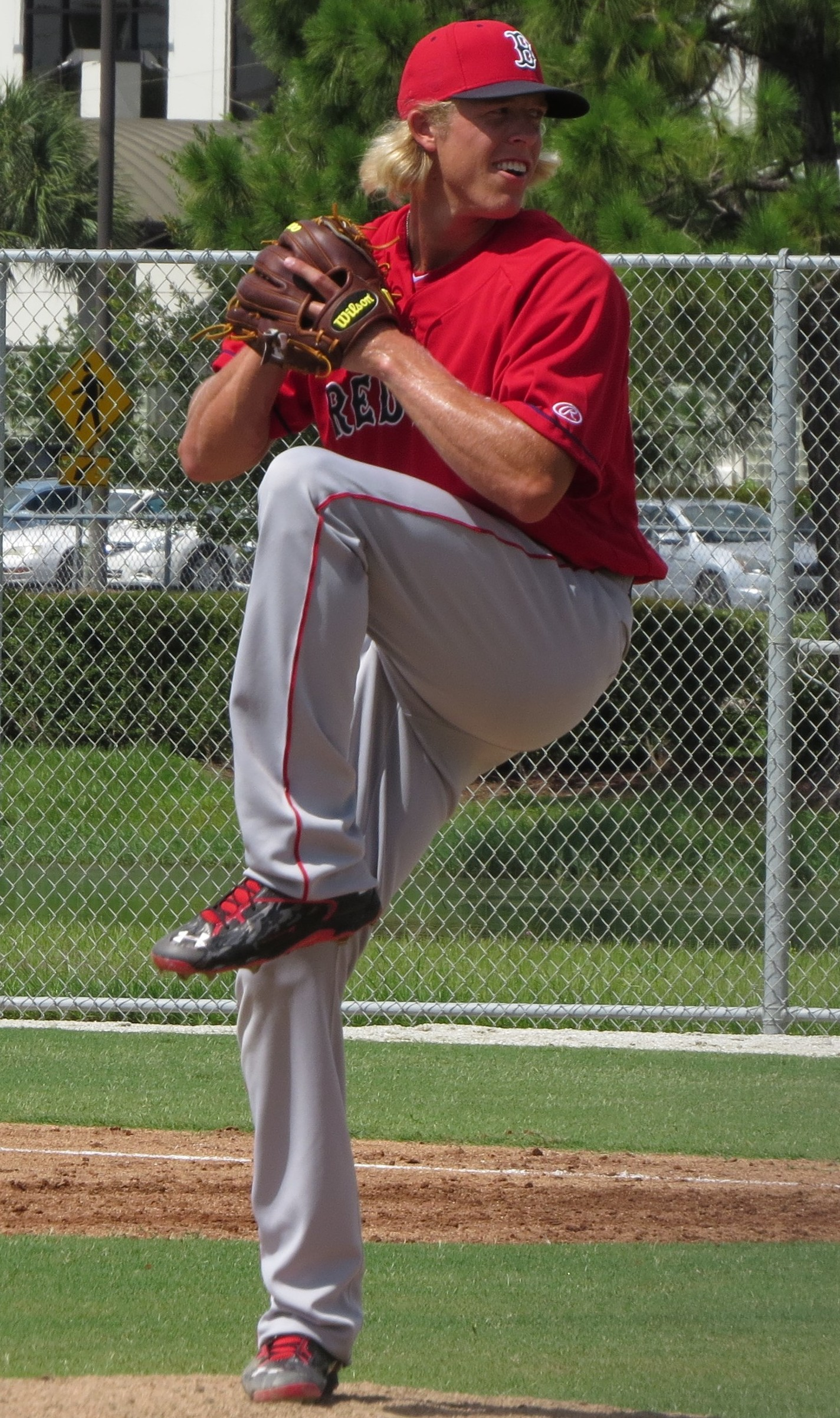
2016年

2011年のMLBドラフト3巡目（全体111位）でボストン・レッドソックスから指名され、プロ入り。当時のポジションは捕手だった。契約後、傘下のルーキー級ガルフ・コーストリーグ・レッドソックスでプロデビュー。14試合に出場して打率.182、8打点を記録した。
2012年はA級グリーンビル・ドライブでプレーし、86試合に出場して打率.201、29打点、4盗塁を記録した。
2013年もA級グリーンビルでプレーし、61試合に出場して打率.204、13打点、2盗塁を記録した。
2014年はA級グリーンビルとA+級セイラム・レッドソックスでプレーし、2球団合計で74試合に出場して打率.220、1本塁打、15打点、8盗塁を記録した。
2015年はA+級セイラムとAA級ポートランド・シードッグスでプレーし、2球団合計で48試合に出場して打率.244、2本塁打、15打点、3盗塁を記録した。
2016年、この年より投手に転向した。打者としてはAA級ポートランドでプレーし、 41試合に出場して打率.119、1打点を記録した。投手としてはルーキー級ガルフ・コーストリーグ・レッドソックスとA-級ローウェル・スピナーズでプレーし、2球団合計で19試合に登板して3勝0敗1セーブ、防御率3.58、30奪三振を記録した。
2017年はルーキー級ガルフ・コーストリーグ・レッドソックス、A級グリーンビル、A+級セイラムでプレーし、3球団合計で24試合（先発1試合）に登板して6勝2敗1セーブ、防御率4.10、46奪三振を記録した。
2018年はA+級セイラム、AA級ポートランド、AAA級ポータケット・レッドソックスでプレーし、3球団合計で43試合に登板して6勝3敗5セーブ、防御率3.36、63奪三振を記録した。
2019年はAA級ポートランドとAAA級ポータケットでプレーし、2球団合計で41試合（先発1試合）に登板して0勝3敗8セーブ、防御率4.37、69奪三振を記録した。オフの11月4日にFAとなった。

### アスレチックス時代
2019年12月3日にオークランド・アスレチックスとマイナー契約を結び、2020年のスプリングトレーニングに招待選手として参加することになった。
2020年7月19日にメジャー契約を結んで40人枠入りした。7月28日のコロラド・ロッキーズ戦でメジャーデビュー。この年はメジャーで9試合に登板して防御率3.21、18奪三振を記録した。
2021年7月3日にDFAとなった。

### ダイヤモンドバックス時代
2021年7月5日にウェイバー公示を経てアリゾナ・ダイヤモンドバックスへ移籍した。8月12日にマイナー契約となった（7月12日より傘下のAAA級リノ・エーシズ配属。）。オフの11月7日にFAとなった。

### ナショナルズ時代
2022年3月8日にワシントン・ナショナルズとマイナー契約を結んだ。3月14日にスプリングトレーニングに招待選手として参加することになった。5月31日にメジャー契約を結んでアクティブ・ロースター入りした。このシーズンはこの時点でのキャリアハイとなる32試合に登板した。
2023年はキャリアハイを更新する51試合に登板した。
2024年は登板試合数を減らしたが、それでも41試合に登板した。レギュラーシーズン終了後の10月1日にFAとなった。

### ブレーブス傘下時代
2024年12月17日にアトランタ・ブレーブスとマイナー契約を結んで、翌2025年のスプリングトレーニングには招待選手として参加したが、開幕はマイナーで迎えた。開幕後もメジャーに昇格する機会が無いまま5月19日にギャレット・クーパーと共に自由契約となった。

### アストロズ時代
2025年6月4日、ヒューストン・アストロズとマイナー契約を結び、AAA級シュガーランド・スペースカウボーイズに配属された。6月24日にメジャー契約を結びアクティブ・ロースター入りした。7月4日にDFAとなり、7月7日にマイナー契約を拒否し自由契約となったが、7月9日に再びマイナー契約を結びAAA級シュガーランドに配属された。8月13日にメジャー契約を結びアクティブ・ロースター入りした。

## 投球スタイル
2020年にホアキム・ソリアから習ったスプリッター（チェンジアップとも言われる）を決め球にしている。

## 詳細情報

### 年度別投手成績
| 年 度    | 球 団    | 登 板 | 先 発 | 完 投 | 完 封 | 無 四 球 | 勝 利 | 敗 戦 | セ 丨 ブ | ホ 丨 ル ド | 勝 率 | 打 者 | 投 球 回 | 被 安 打 | 被 本 塁 打 | 与 四 球 | 敬 遠 | 与 死 球 | 奪 三 振 | 暴 投 | ボ 丨 ク | 失 点 | 自 責 点 | 防 御 率 | W H I P |
| -------- | -------- | ----- | ----- | ----- | ----- | -------- | ----- | ----- | -------- | ----------- | ----- | ----- | -------- | -------- | ----------- | -------- | ----- | -------- | -------- | ----- | -------- | ----- | -------- | -------- | ------- |
| 2020     | OAK      | 9     | 0     | 0     | 0     | 0        | 0     | 0     | 0        | 0           | ----  | 58    | 14.0     | 10       | 1           | 7        | 0     | 0        | 18       | 2     | 0        | 5     | 5        | 3.21     | 1.21    |
| 2021     | OAK      | 5     | 0     | 0     | 0     | 0        | 0     | 0     | 0        | 0           | ----  | 18    | 4.1      | 2        | 1           | 3        | 0     | 0        | 4        | 0     | 0        | 3     | 3        | 6.23     | 1.15    |
| 2021     | ARI      | 2     | 0     | 0     | 0     | 0        | 0     | 1     | 0        | 0           | .000  | 12    | 1.1      | 4        | 1           | 3        | 1     | 1        | 3        | 1     | 0        | 7     | 7        | 47.25    | 5.25    |
| '21計    | ARI      | 7     | 0     | 0     | 0     | 0        | 0     | 1     | 0        | 0           | .000  | 30    | 5.2      | 6        | 2           | 6        | 1     | 1        | 7        | 1     | 0        | 10    | 10       | 15.88    | 2.12    |
| 2022     | WSH      | 32    | 0     | 0     | 0     | 0        | 0     | 1     | 0        | 0           | .000  | 166   | 39.2     | 35       | 7           | 12       | 1     | 0        | 41       | 4     | 1        | 24    | 23       | 5.22     | 1.18    |
| 2023     | WSH      | 51    | 0     | 0     | 0     | 0        | 5     | 1     | 0        | 7           | .833  | 232   | 54.2     | 38       | 9           | 28       | 5     | 3        | 60       | 0     | 0        | 25    | 22       | 3.62     | 1.21    |
| 2024     | WSH      | 41    | 0     | 0     | 0     | 0        | 1     | 1     | 0        | 5           | .500  | 196   | 41.2     | 49       | 7           | 24       | 0     | 2        | 35       | 1     | 0        | 35    | 31       | 6.70     | 1.75    |
| MLB：5年 | MLB：5年 | 140   | 0     | 0     | 0     | 0        | 6     | 4     | 0        | 12          | .600  | 682   | 155.2    | 138      | 26          | 77       | 7     | 6        | 161      | 8     | 1        | 99    | 91       | 5.26     | 1.38    |

- 2024年度シーズン終了時

### ポストシーズン投手成績
| 年 度     | 球 団     | シ リ ｜ ズ | 登 板 | 先 発 | 勝 利 | 敗 戦 | セ ｜ ブ | 打 者 | 投 球 回 | 被 安 打 | 被 本 塁 打 | 与 四 球 | 敬 遠 | 与 死 球 | 奪 三 振 | 暴 投 | ボ ｜ ク | 失 点 | 自 責 点 | 防 御 率 |
| --------- | --------- | ----------- | ----- | ----- | ----- | ----- | -------- | ----- | -------- | -------- | ----------- | -------- | ----- | -------- | -------- | ----- | -------- | ----- | -------- | -------- |
| 2020      | OAK       | ALDS        | 1     | 0     | 0     | 0     | 0        | 3     | 0.0      | 2        | 0           | 1        | 0     | 0        | 0        | 0     | 0        | 2     | 2        | ----     |
| 出場：1回 | 出場：1回 | 出場：1回   | 1     | 0     | 0     | 0     | 0        | 3     | 0.0      | 2        | 0           | 1        | 0     | 0        | 0        | 0     | 0        | 2     | 2        | ----     |

- 2024年度シーズン終了時
- 表中の「-」は記録なし

### 年度別守備成績
| 年 度 | 球 団 | 投手（P） | 投手（P） | 投手（P） | 投手（P） | 投手（P） | 投手（P） |
| 年 度 | 球 団 | 試 合     | 刺 殺     | 補 殺     | 失 策     | 併 殺     | 守 備 率  |
| ----- | ----- | --------- | --------- | --------- | --------- | --------- | --------- |
| 2020  | OAK   | 9         | 0         | 0         | 0         | 0         | ----      |
| 2021  | OAK   | 5         | 0         | 0         | 0         | 0         | ----      |
| 2021  | ARI   | 2         | 0         | 0         | 0         | 0         | ----      |
| '21計 | ARI   | 7         | 0         | 0         | 0         | 0         | ----      |
| 2022  | WSH   | 32        | 2         | 2         | 0         | 0         | 1.000     |
| 2023  | WSH   | 51        | 1         | 3         | 0         | 0         | 1.000     |
| MLB   | MLB   | 99        | 3         | 5         | 0         | 0         | 1.000     |

- 2023年度シーズン終了時

### 背番号
- 70（2020年 - 2021年7月2日）
- 41（2021年7月8日 - 同年終了）
- 51（2022年 - ）